# Kim Willoughby
Kim Marie Willoughby (Houma, 7 novembre 1980) è una pallavolista statunitense.
Gioca nel ruolo di schiacciatrice nelle Indias de Mayagüez.

## Carriera
La carriera di Kim Willoughby inizia nel 2000, tra le file della University of Hawaii at Manoa. Terminata l'università va a giocare nella Liga de Voleibol Superior Femenino con le Criollas de Caguas, con cui vince lo scudetto 2005, venendo anche eletta MVP delle finali.
Nel 2006 va a giocare nel Club Atlético Voleibol Murcia 2005, con cui si aggiudica la Supercoppa spagnola, ma a metà stagione cambia squadra, andando a giocare in Italia nel Santeramo Sport. Durante il mese di aprile, dopo una rissa con la compagna di squadra Yoraxi Melean, che ha causato il ricovero in ospedale di una incolpevole Martina Mataloni, viene tagliata dalla società pugliese.
Nella stagione 2007-08 viene ingaggiata dal Chieri Volley. Dopo una buona stagione col club piemontese riceve le prime convocazioni in nazionale, con cui vince la medaglia d'argento olimpica a Pechino 2008.
La stagione successiva viene ingaggiata dalla Pallavolo Sirio Perugia, con cui ottiene il terzo posto Champions League 2008-09 e dopo la final four, ospitata proprio dal suo club, riceve il premio di miglior ricevitrice. Poco giorni dopo l'eliminazione ai play-off del suo club, chiede un permesso per recarsi a casa, che le viene concesso; invece di tornare a casa, però va a giocare a Porto Rico nelle Valencianas de Juncos. Così la Pallavolo Sirio Perugia ne denuncia la condotta scorretta, dichiarando anche la sua scarsa attenzione alla salute alimentare, il rifiuto a svolgere analisi e controlli periodici a cui erano sottoposte le atlete e il ritrovamento di decine di multe scadute e non pagate.
Qualche giorno più tardi, giunge la notizia della sua positività ad un controllo antidoping: risulta positiva al norandrotestosterone. Subito dopo è scattata la squalifica di due anni per doping. Durante il mese di giugno del 2009 viene anche condannata a cinque anni di libertà vigilata e al risarcimento di 2000 dollari per aver aggredito fuori da un bar una ragazza, il 16 dicembre 2006, procurandole una frattura nasale e problemi ad un occhio.
Nella stagione 2012, scontata la squalifica, ritorna a giocare nelle Valencianas de Juncos; la stagione successiva gioca nelle Pinkin de Corozal. Nel campionato 2013-14 viene ingaggiata nella Superliqa azera dall'İqtisadçı Voleybol Klubu, ma nel mese di gennaio lascia il club per giocare la Liga de Voleibol Superior Femenino 2014, questa volta per le Orientales de Humacao. Nel campionato seguente veste la maglia delle Indias de Mayagüez.

## Palmarès

### Club
- Campionato portoricano: 1

2005
- Supercoppa spagnola: 1

2006

### Premi individuali
- 2005 - Liga de Voleibol Superior Femenino: MVP delle finali
- 2009 - Champions League: Miglior ricevitrice